# Taraxacum furvum
Taraxacum furvum — вид квіткових рослин родини айстрових (Asteraceae).

## Поширення
Ендемічна флора Ісландії.